# Dinotoperla fasciata
Dinotoperla fasciata är en bäcksländeart som beskrevs av Tillyard 1924. Dinotoperla fasciata ingår i släktet Dinotoperla och familjen Gripopterygidae. Inga underarter finns listade i Catalogue of Life.